# Somatochlora brevicincta
Somatochlora brevicincta é uma espécie de libelinha da família Corduliidae.
Pode ser encontrada nos seguintes países: Canadá e nos Estados Unidos da América.
Os seus habitats naturais são: pântanos.